# Harvey Murray Glatman
Harvey Murray Glatman (ur. 10 grudnia 1927 w Nowym Jorku, zm. 18 września 1959 w Więzieniu Stanowym San Quentin) – amerykański seryjny morderca i gwałciciel, który w latach 1957-1958 zamordował w Los Angeles trzy kobiety.
Harvey Glatman był synem  Ophelii Gold i Alberta Glatmana. Urodził się w nowojorskiej dzielnicy Bronx, a dorastał w Denver. 
Za przyczynę zabójstw dokonanych przez Glatmana można uznać jego wygląd: był niski, miał duże, odstające uszy. To być może powodowało, że nie interesowały się nim kobiety. Już w dzieciństwie odkrył u siebie skłonności sadystyczne – marzył o wiązaniu i kneblowaniu kobiet. W 1945 roku został skazany na 5 lat więzienia za napaść na tle seksualnym. Gdy wyszedł na wolność, zamieszkał w Los Angeles.
Pierwszego morderstwa dokonał 1 sierpnia 1957 roku. Podając się za fotografa, zaprosił do swego "studia" modelkę. Zaproponował jej zdjęcie na okładkę pisma z historiami kryminalnymi. Warunkiem było to, by dała się związać i zakneblować. Dziewczyna się zgodziła. Wtedy Glatman dwukrotnie ją zgwałcił. Następnie wywiózł w odludne miejsce i tam udusił, a ciało zakopał.
Kolejne dwa morderstwa popełnił w marcu i lipcu 1958 roku. Oba były bliźniaczo podobne do pierwszego zabójstwa. Gdy znalazł kolejną modelkę, postanowił zabrać ją na zdjęcia w plener. W pewnym momencie Glatman usiłował zastraszyć dziewczynę pistoletem. Ta przerażona wyskoczyła z auta, ale mężczyzna schwytał ją i oboje zaczęli się szarpać. Całą sytuację zobaczył przejeżdżający drogą policjant, który obezwładnił Glatmana.
W czasie przeszukiwania domu podejrzanego znaleziono fotografie trzech zamordowanych kobiet. Gdy przedstawiono mu dowody łączące go z morderstwami, natychmiast przyznał się do tych czynów. Harvey Murray Glatman został skazany na karę śmierci w komorze gazowej. Wyrok wykonano 18 września 1959 roku.

## Ofiary
| Lp. | Ofiara             | Wiek | Data            |
| --- | ------------------ | ---- | --------------- |
| 1.  | Judith Dull        | 19   | 1 sierpnia 1957 |
| 2.  | Shirley Bridgeford | 24   | 8 marca 1958    |
| 3.  | Ruth Mercado       | 24   | 23 czerwca 1958 |